# Tiny Glade
Tiny Glade est un jeu vidéo indépendant de type bac-à-sable créé et auto-édité par le petit studio suédois Pounce Light, composé de seulement deux développeurs. Il sort le 23 septembre 2024 sur les plateformes Microsoft Windows et Linux.
Tiny Glade est une simulation de construction : le joueur est invité à composer des paysages à l'aide d'une variété d'outils influant sur l'agencement de bâtiments, de la nature et de la géologie du terrain.

## Mécaniques de jeu
Tiny Glade est une simulation de construction : le joueur est invité à composer des paysages à l'aide d'une variété d'outils influant sur l'agencement de bâtiments, de la nature et de la géologie du terrain. Les options de construction sont limitées, mais ajoutent par génération procédurale des décorations et des détails aléatoires sur les réalisations du joueur. Un journaliste prend pour exemple que « le fait de placer deux petites fenêtres en bois au rez-de-chaussée peut faire apparaître un charmant petit tabouret où prendre l’air le matin, ou bien un bac de tournesols ».
Un cycle diurne puis nocturne Des moutons et des canards peuplent l'environnement et y circulent indépendamment des modifications réalisées par le joueur. Un mode « photographie » existe, permettant au joueur de choisir parmi plusieurs options pour mettre en valeur ses réalisations et en prendre une capture d'écran.

## Développement
L'origine de Tiny Glade provient d'expérimentations de génération procédurale faites par Anastasia Opara sur son temps libre, alors qu'elle travaille comme artiste pour Embark Studios.

## Sortie
Avant sa sortie, le jeu bénéficie d'une importante médiatisation sur des réseaux sociaux comme Tiktok, et la presse relève un certain niveau d'anticipation autour de sa sortie, en notant la similitude de son gameplay avec celui de Townscaper (2020). En août 2024, les développeurs annoncent finalement une sortie du jeu pour le mois suivant : le 23 septembre 2024.

## Accueil
Tiny Glade est dans l'ensemble salué par la critique, qui loue sa simplicité d'usage et son caractère relaxant.
Pour les amateurs de jeu de rôle sur table, Tiny Glade est vu comme un outil intéressant pour modéliser les environnements d'une campagne.